# Ángel Ocaña
Ángel Ocaña Pérez (* Granada, 7 de junio de 1960). Fue un ciclista  español, profesional entre 1982 y 1990, cuyo mayor éxito deportivo fue en la Vuelta a España 1988, en la que obtuvo una victoria de etapa.

## Palmarés
| 1982 - 1 etapa en la Vuelta a Cantabria - 1 etapa en la Volta a Cataluña 1985 - Memorial Manuel Galera - 1 etapa de la Vuelta a Castilla y León 1986 - 1 etapa en la Vuelta a Asturias - 1 etapa en la Vuelta a La Rioja | 1988 - 1 etapa en la Vuelta a España 1989 - 1 etapa en la Vuelta a Portugal |